# Neopsylla biseta
Neopsylla biseta är en loppart som beskrevs av Li Kueichen et Hsieh Paochi 1964. Neopsylla biseta ingår i släktet Neopsylla och familjen mullvadsloppor.

## Underarter
Arten delas in i följande underarter:
- N. b. biseta
- N. b. bijiangensis
- N. b. elesina